# Noravank kolostor
A 13. században épült örményországi Noravank monostor lenyűgöző épületegyüttese egyike az örmény építészet középkori gyöngyszemeinek, mely szerepel a világörökség javaslati listán is.

## Fekvése
A Noravank monostor Örményországban, a Szjulnik közepén, a Geghard épületegyüttesétől déli irányban található, kietlen kopár hegyek között.

## Az örmény kultúra kialakulása
Az örmény kultúra kezdeteit a 4. századra, Világosító Szent Gergely apostolsága idejére tehetjük. Ő rombolta le a korábbi istenségek (Ormiozd, Anahita, Vahagn) szentélyeit, és helyükön keresztény templomokat alapított.
Meszrop Mastoc az 5. században megalkotta az örmény ábécét, melyet máig használnak, s ezzel lehetővé vált az írás használata, és a Biblia lefordítása is.
Éppen az írásbeliség hiánya volt az oka annak, hogy örmény nyelvi emlékek csak az 5. századtól maradtak fenn.
Ekkor alakultak ki az örmény építészet alapelvei is, melyek aztán hosszú évszázadokra döntő befolyással voltak az örmény építészetben és kultúrában,
A 11–13. századi örmény építészet külön jelentőséget tulajdonított a monostoregyütteseknek.

## Leírása
A Noravank monostor lenyűgöző épületegyüttese egy főtemplomból, és az azzal nyugatról szomszédos Gavitból és Burtel Orbelján (Orbeli) herceg kétszintes sírtemplomából áll.
A főtemplommal ellentétben, mely keresztkupolás szerkezetű, és az épület mára már félig romba dőlt, a Gavit és kiváltképpen a síremlék szinte eredeti állapotában maradt fenn.
Az épületegyüttes mindkét tagját Momik, az Orbelján fivérek építésze építette, és halála évében 1339-ben fejezte be.
A templom nyugati homlokzatának timpanonjaiba is ő faragta a Szűz és a gyermek, valamint az Atyaistent ábrázoló két domborművet is.
Az épületet a két szintes sírtemplom foglalja össze, melynek kissé süllyesztett alsó szintjén épült meg maga a síremlék, a tetején pedig a keresztfekvésű temetkezési templom. A templomba a bejárat két oldalán felfutó lépcsősoron lehet bejutni, és az alsó szerényebb kivitelű szint a felső szellős rotundában végződő szint támasztéka is egyben.
Az épületcsoport domborművei:
- A felső szint bejárata fölött a Szűz, az alsó szint bejárata fölött pedig a Dészisz című alkotás látható.
- A rotunda oszlopain a donátorcsoport látható, melyen az Orbelján fivérek a templom modelljét adják át a szűznek.

A domborművek tökéletes plasztikusságuknak köszönhetően valamennyien fő jellegzetességei az épületnek.

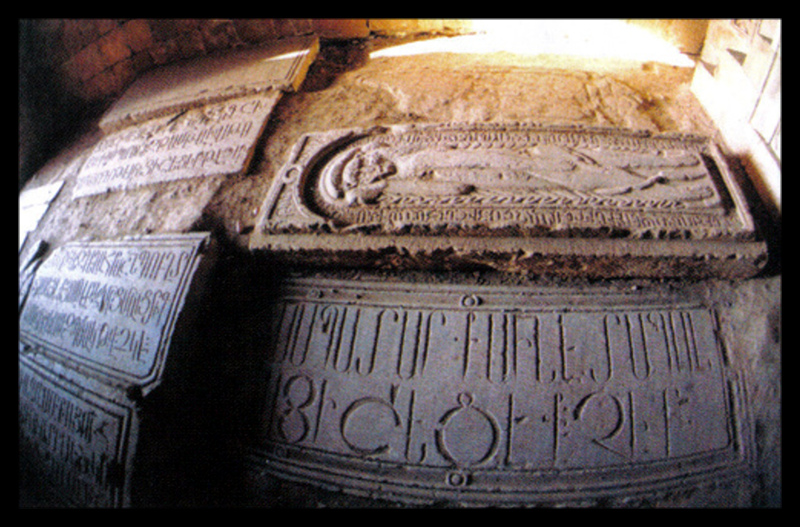
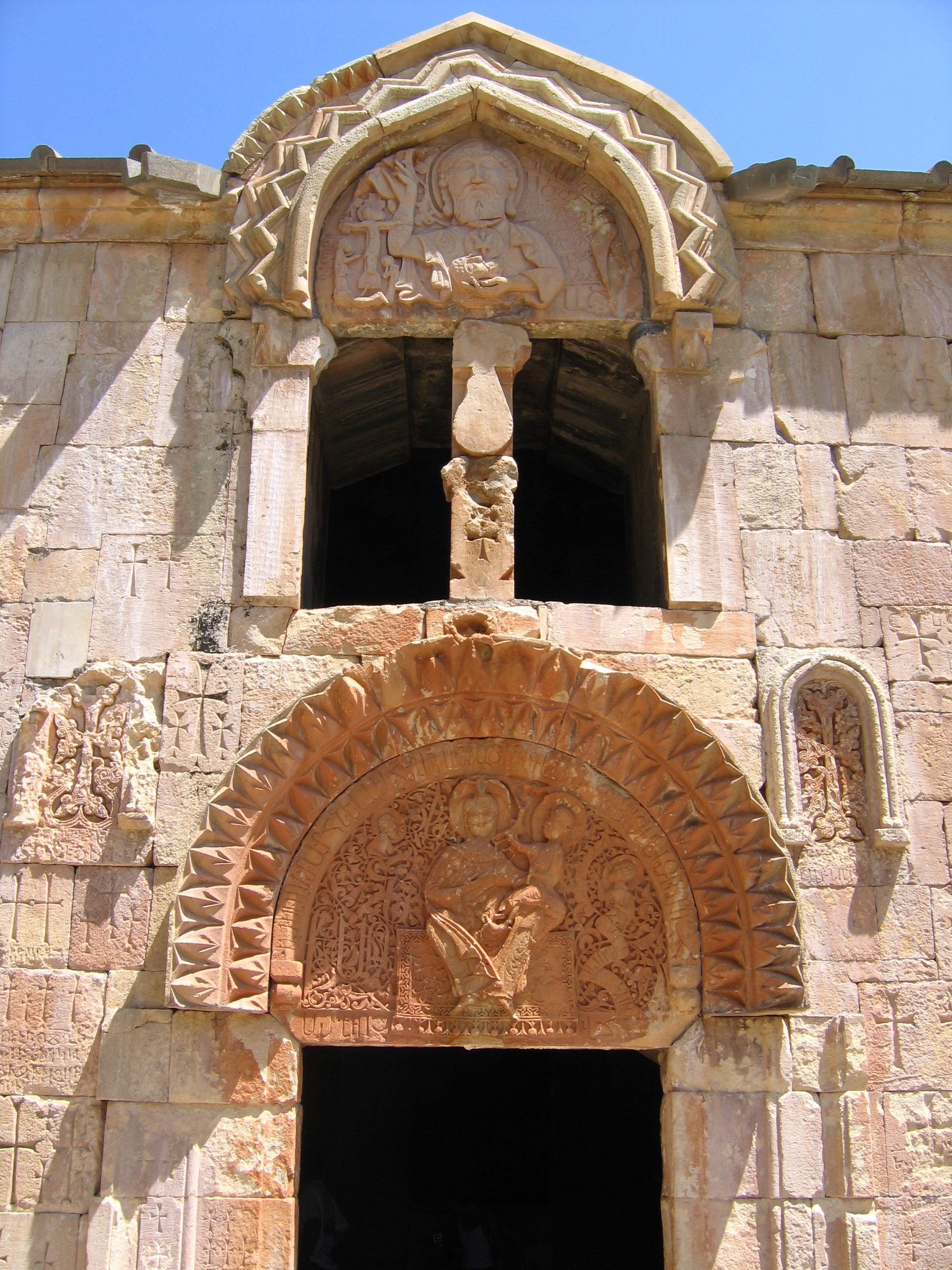
A templom nyugati homlokzata az Atyaisten és a Szűz és a gyermek című domborművel
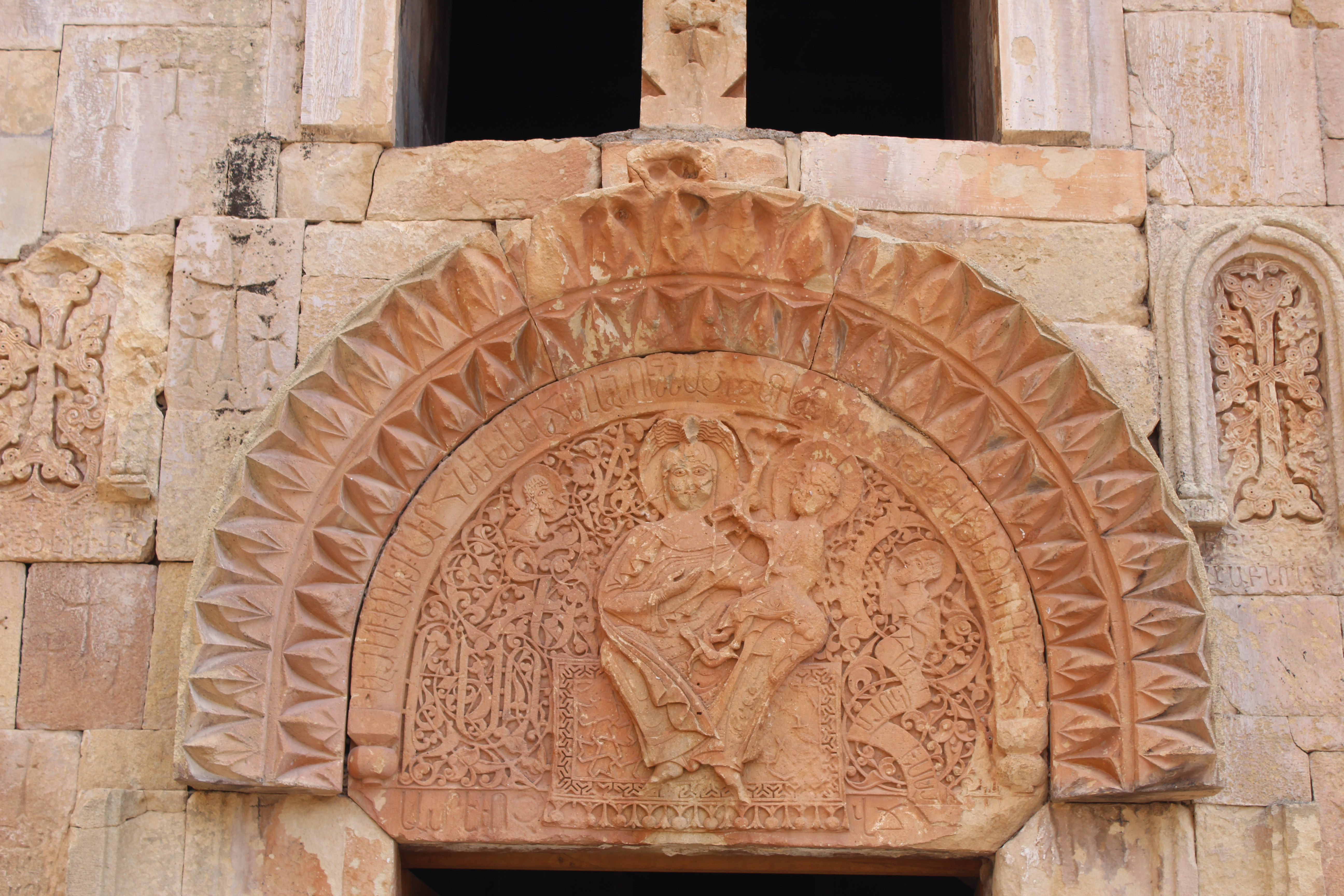
Szűz és a gyermek
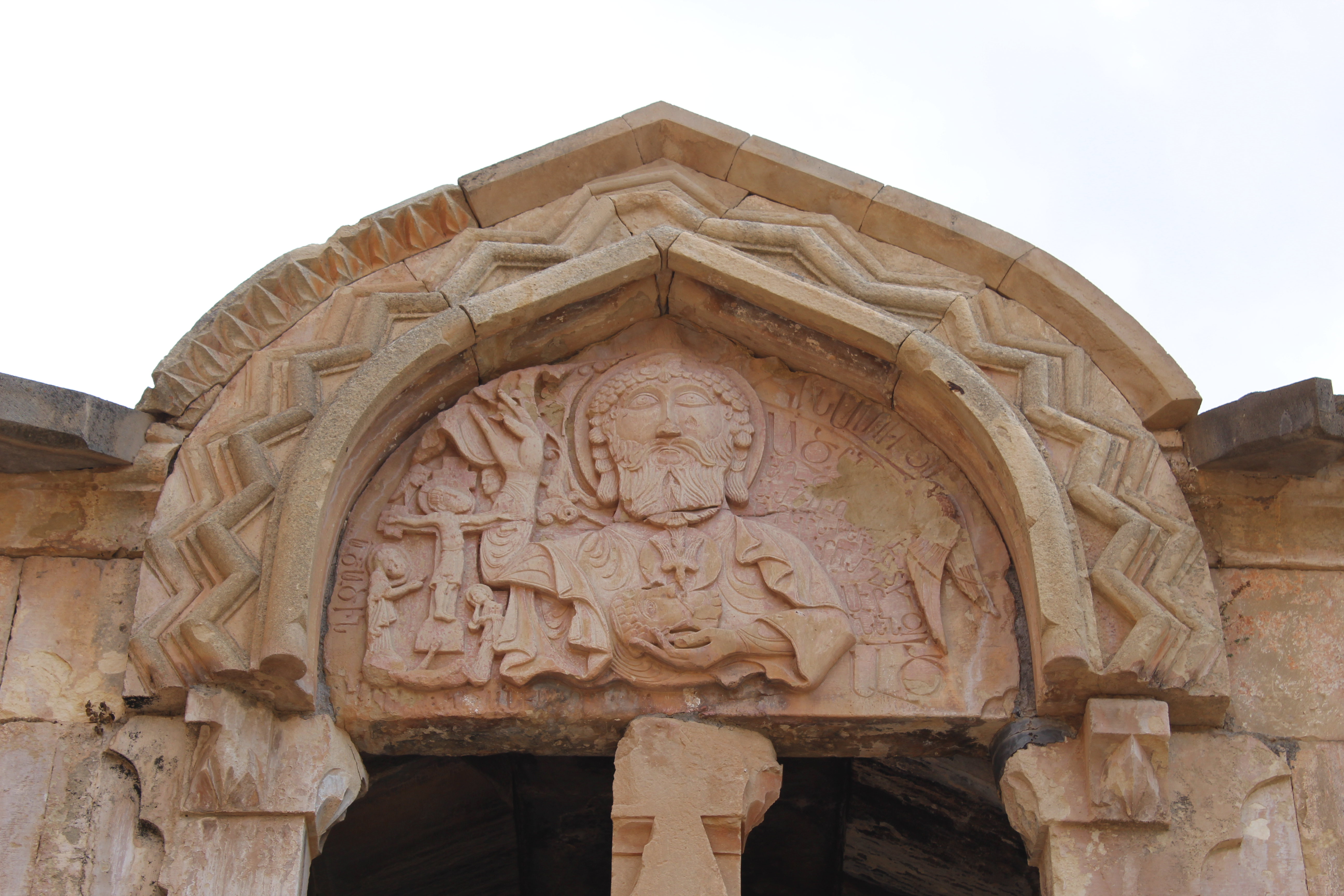
Atyaisten

## Galéria

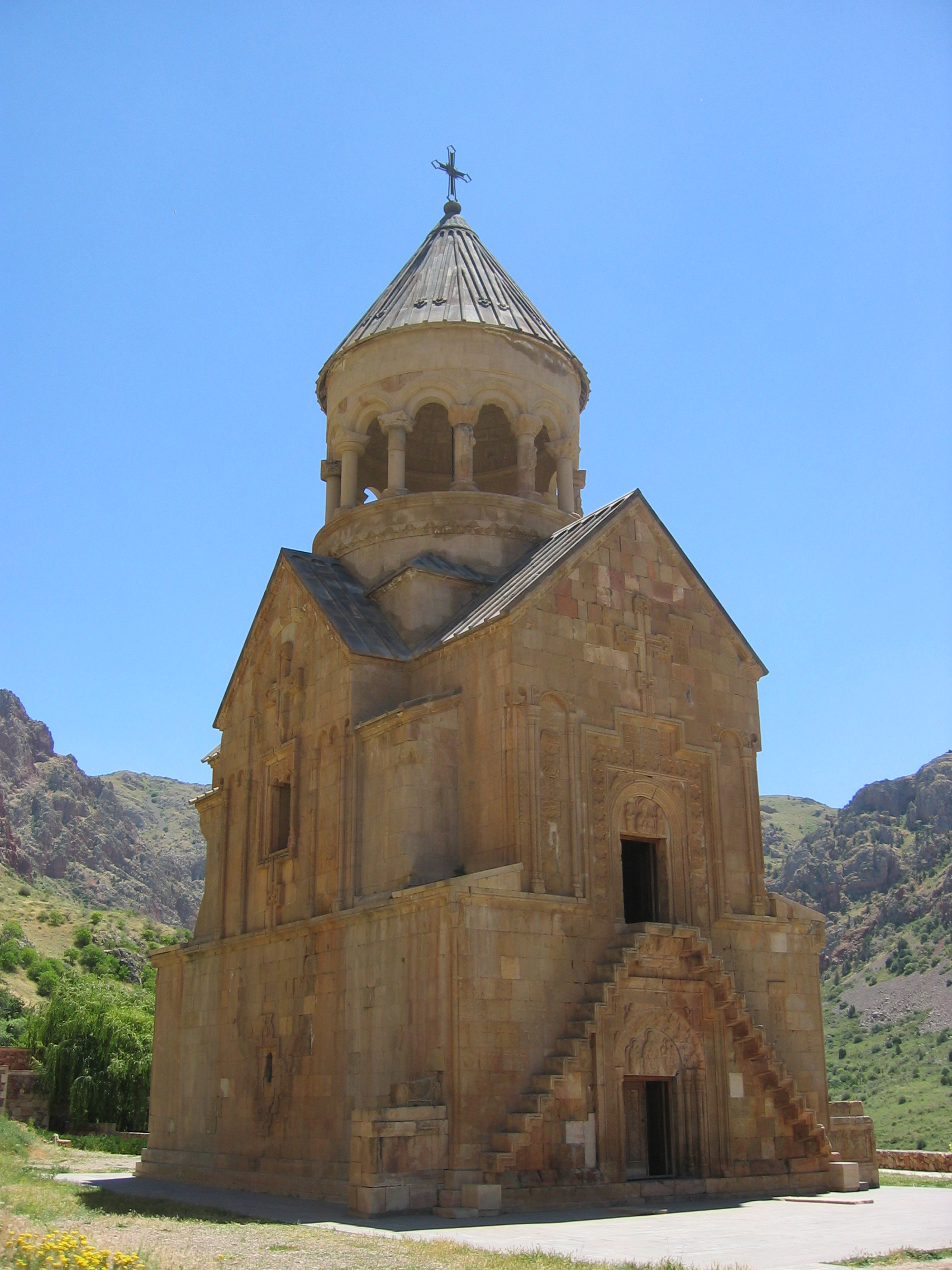
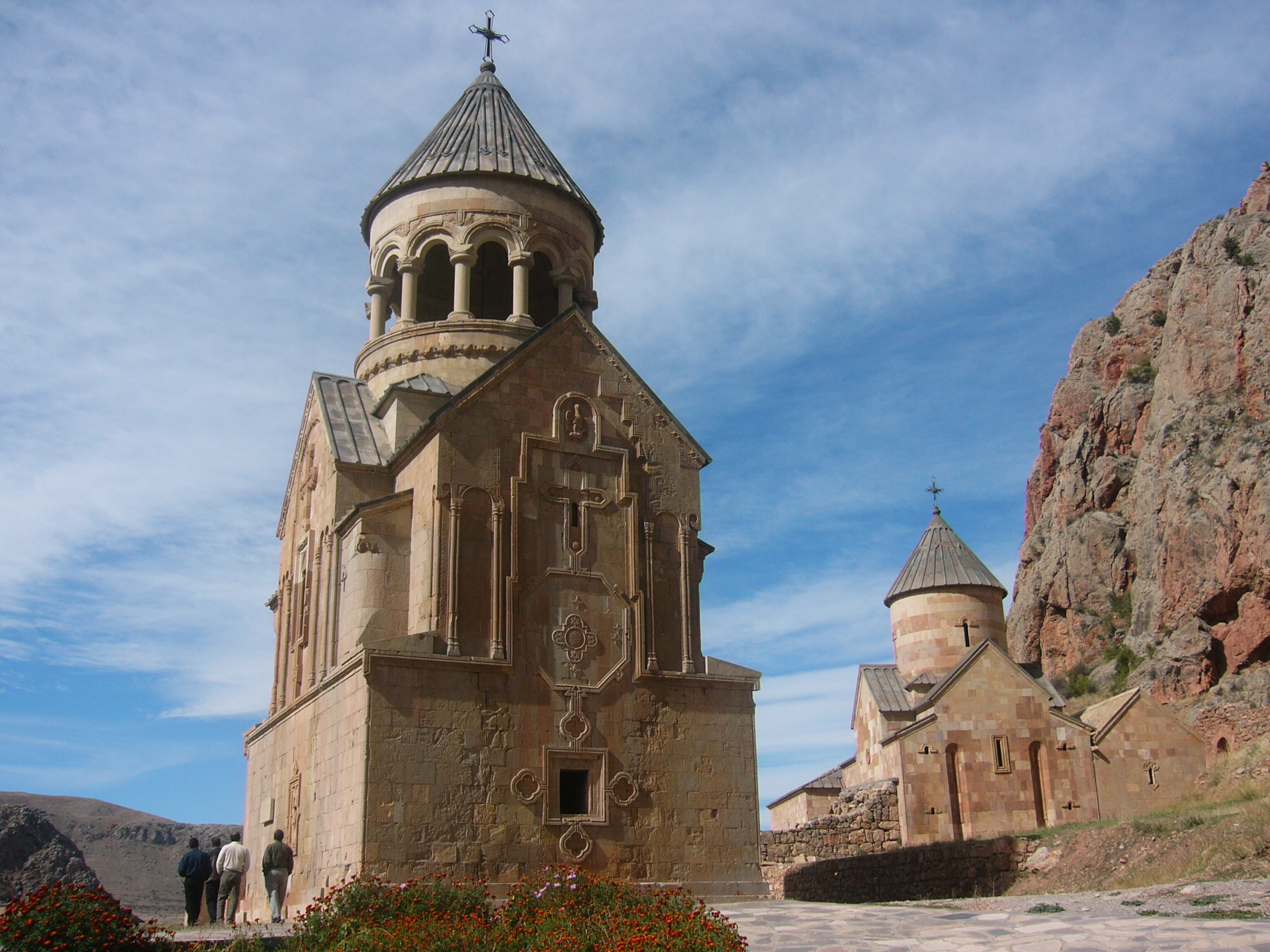
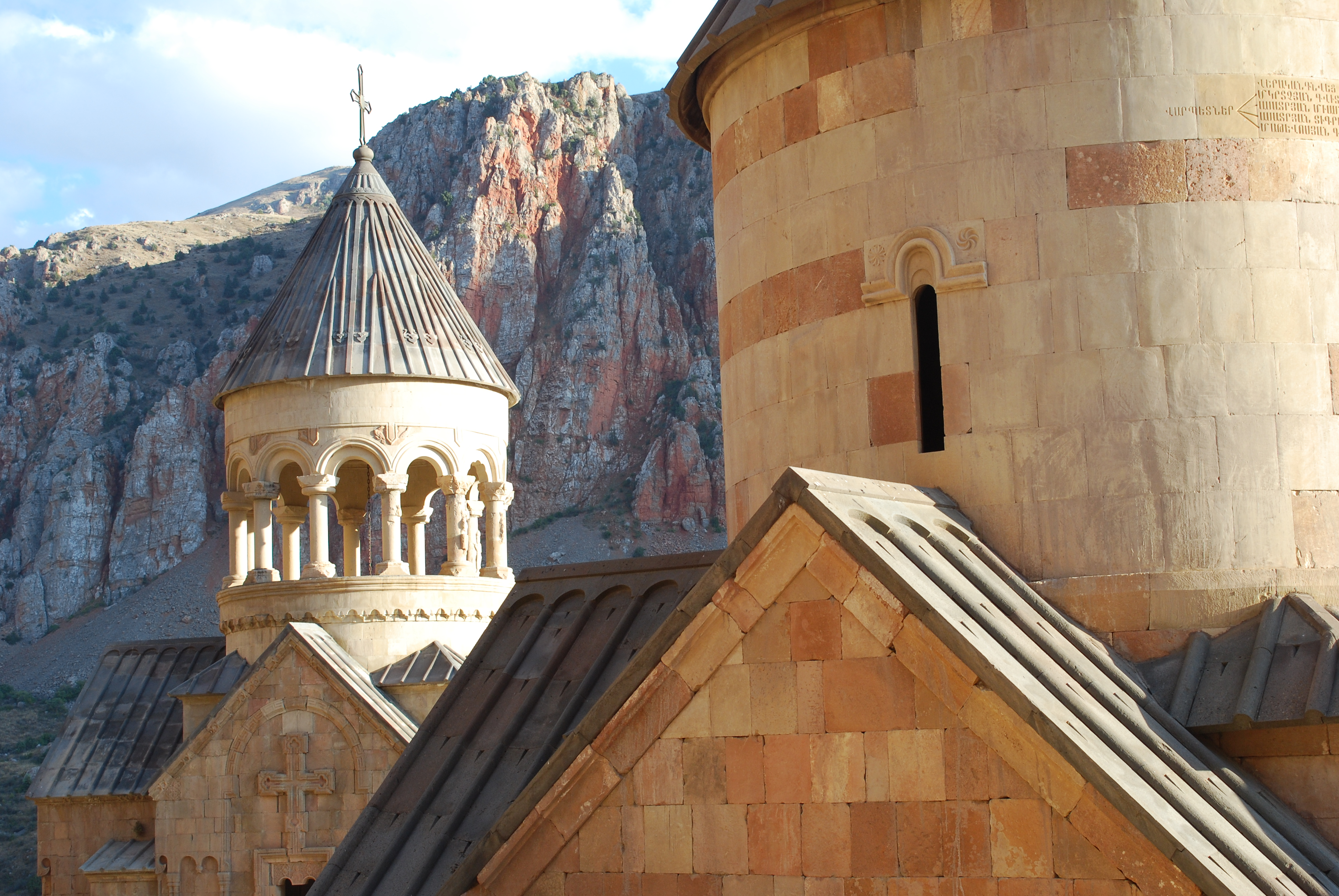
A templom rotundája
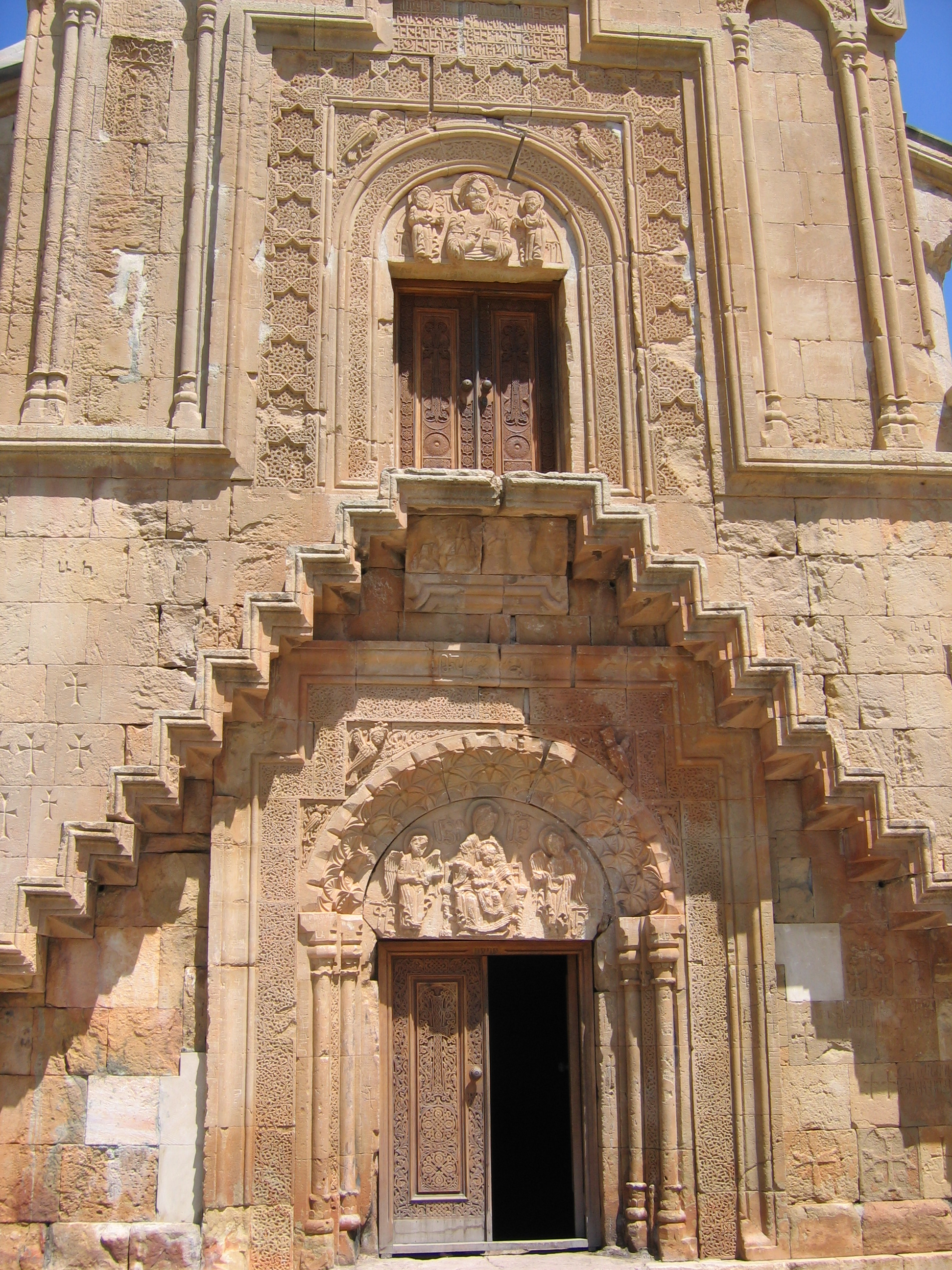
A templom és a síremlék bejárata
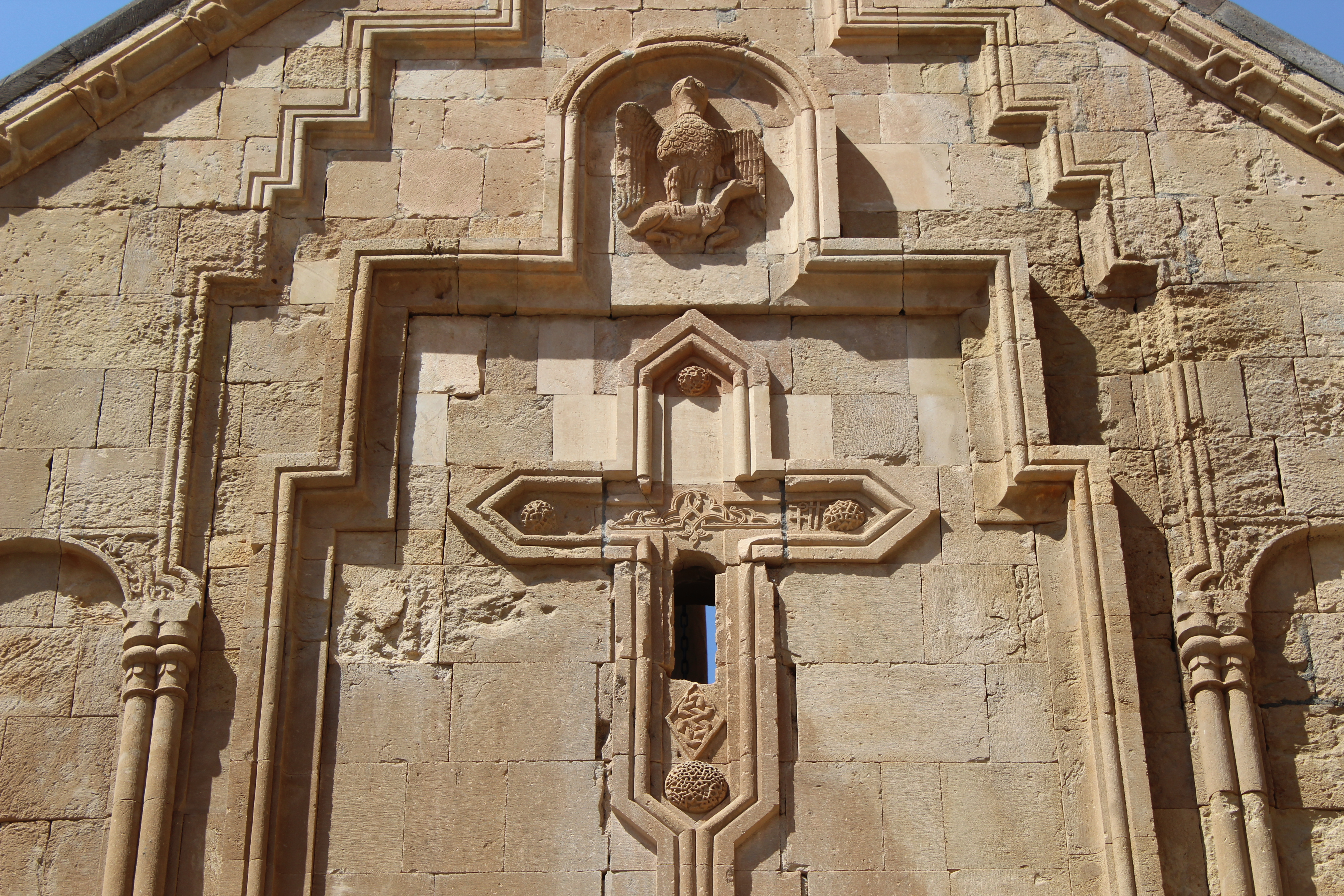
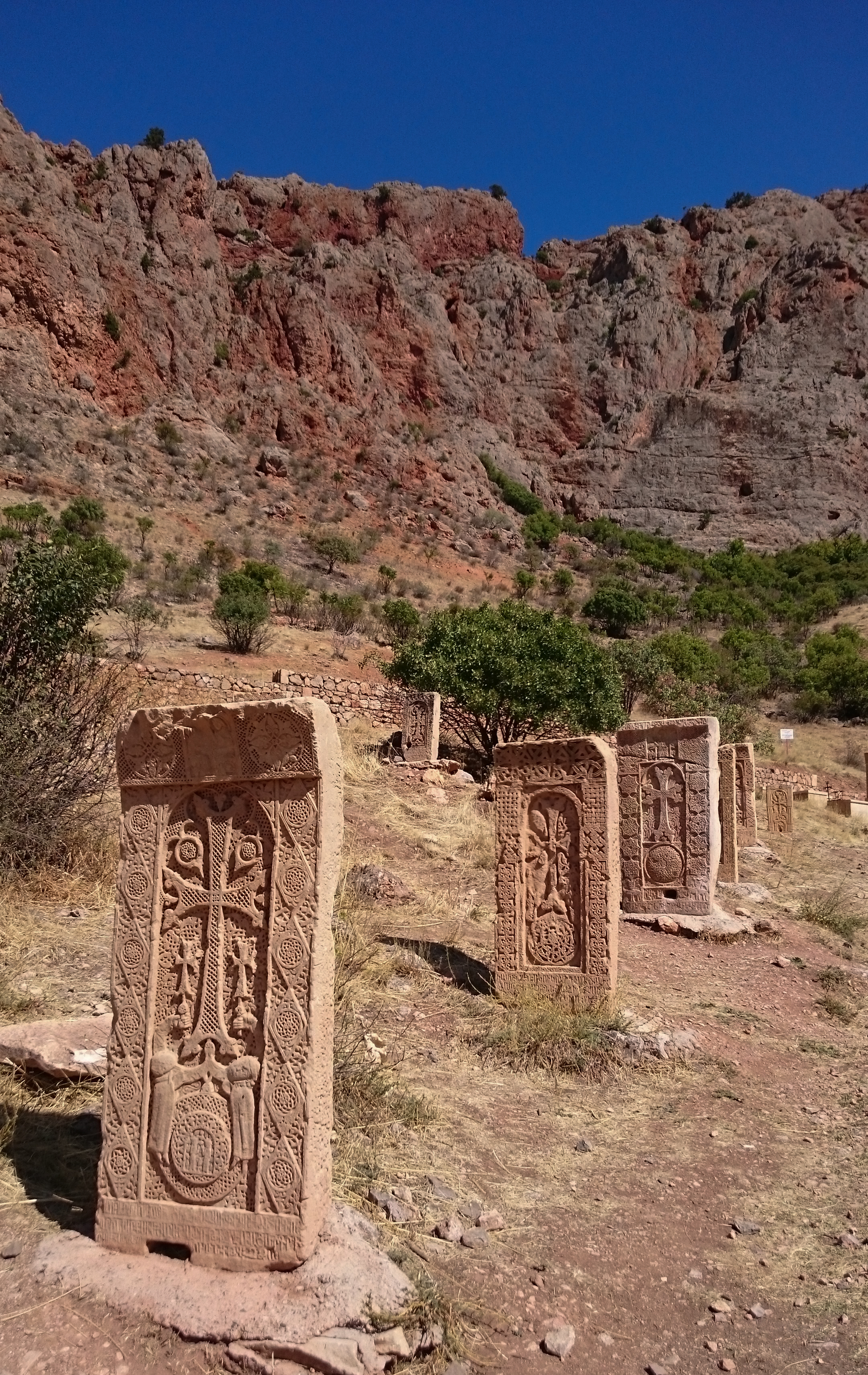